# 마르셀루 세하두
마르셀루 세하두(Marcelo Serrado, 1967년 2월 10일 ~ )는 브라질의 배우이다.

## 참여 작품
- 씽 (2016년 영화)